# Притуљани
Притуљани (слч. Prituľany) насељено је мјесто са административним статусом сеоске општине (слч. obec) у округу Хумење, у Прешовском крају, Словачка Република.

## Становништво
| Година:    | 1994. | 2004.    | 2014.    | 2024.    |
| ---------- | ----- | -------- | -------- | -------- |
| Број људи: | 86    | 66       | 54       | 37       |
| Разлика:   |       | -23,25 % | -18,18 % | -31,48 % |

| Година:    | 2023. | 2024.   |
| ---------- | ----- | ------- |
| Број људи: | 35    | 37      |
| Разлика:   |       | +5,71 % |

Према подацима о броју становника из 2024. године насеље је имало 37 становника.